# Daniel Gribner

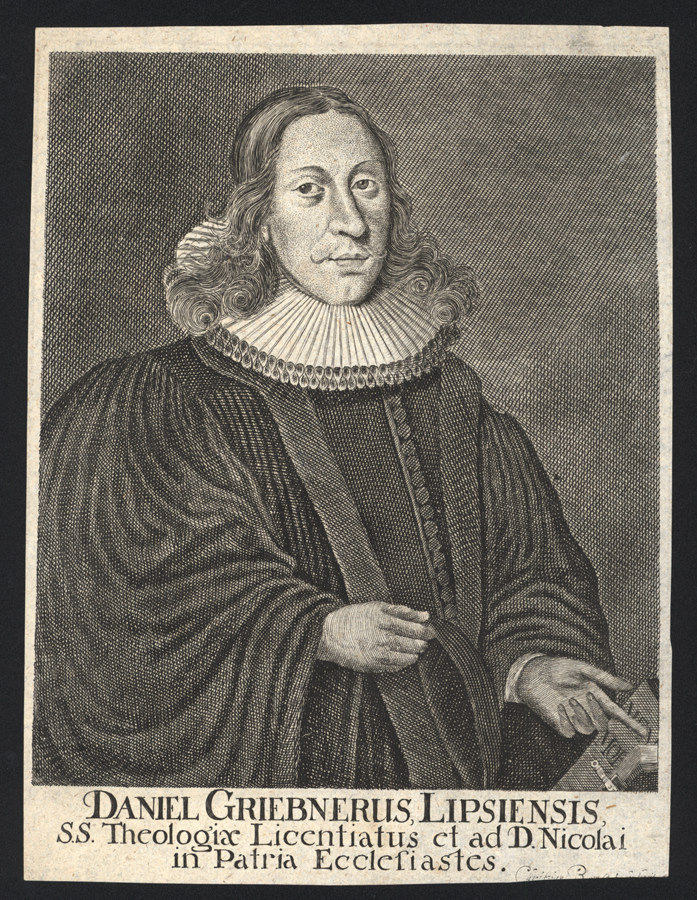
Daniel Gribner

Daniel Gribner (* 31. August 1645 in Leipzig; † 6. Januar 1685 ebenda) war ein deutscher evangelischer Theologe.

## Leben
Daniel Gribner war ein Sohn des deutschen Juristen und Ratsherrn Zacharias Griebner (1601–1659). Er studierte in Leipzig und Wittenberg, hielt sich dann auch in Lüneburg und Hamburg auf und wurde daraufhin Substitut, dann Diakon an der Nikolaikirche zu Leipzig. In dieser Stellung erwarb er sich den Grad eines Lizenziaten der Theologie.
Er verfasste folgende Werke:
- Spiegel einer heilsamen Buße und Bekehrung eines Sünders zu Gott, Leipzig 1683
- Christliche Todesgedanken oder 30 Predigten vom zeitlichen Tode des Menschen
- Betrachtung des anderen und ewigen Todes in 24 Predigten, Leipzig 1683
- Leichenpredigten

Diese Schriften wurden unter dem Titel Geistreiche Schriften (Leipzig 1724) zusammen herausgegeben. Außerdem veröffentlichte Gribner:
- Dissertatio de cyclo lunari, 1665
- Dissertatio de characteribus pseudo-prophetarum ad Jerem. XIV, 14, 1678

Von seinen Söhnen war Michael Heinrich Gribner (1682–1734) ein deutscher Rechtswissenschaftler sowie Johann Sigismund Gribner (1683–1742) Prediger an der Neuen Kirche in Leipzig.